# Сельскохозяйственный робот
Сельскохозяйственный робот, агроробот, агробот, робот-фермер — робот, используемый в сельскохозяйственных целях.

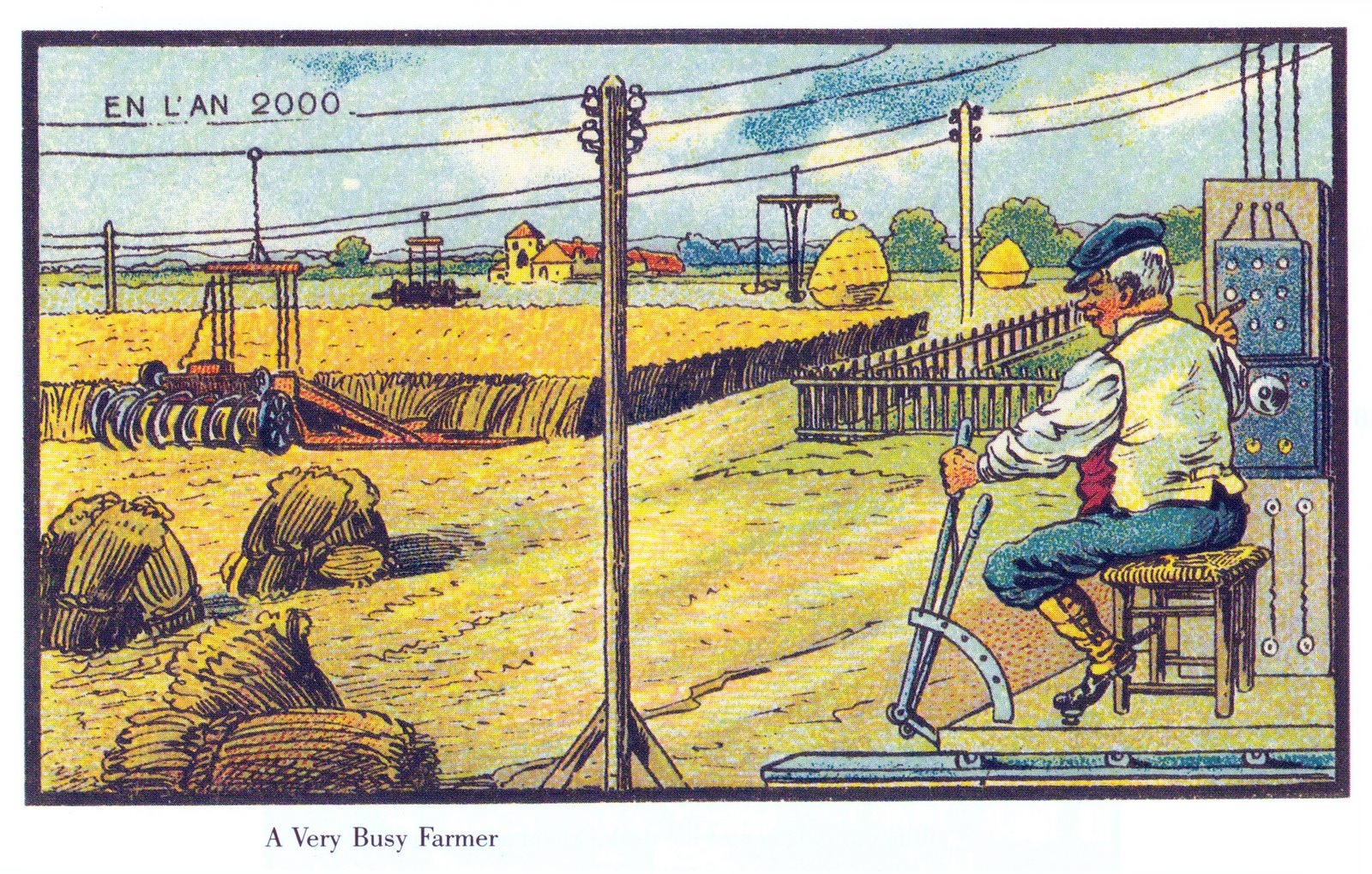
Электрическая механизация сельского хозяйства (серия рисунков «Франция в 2000 году»)

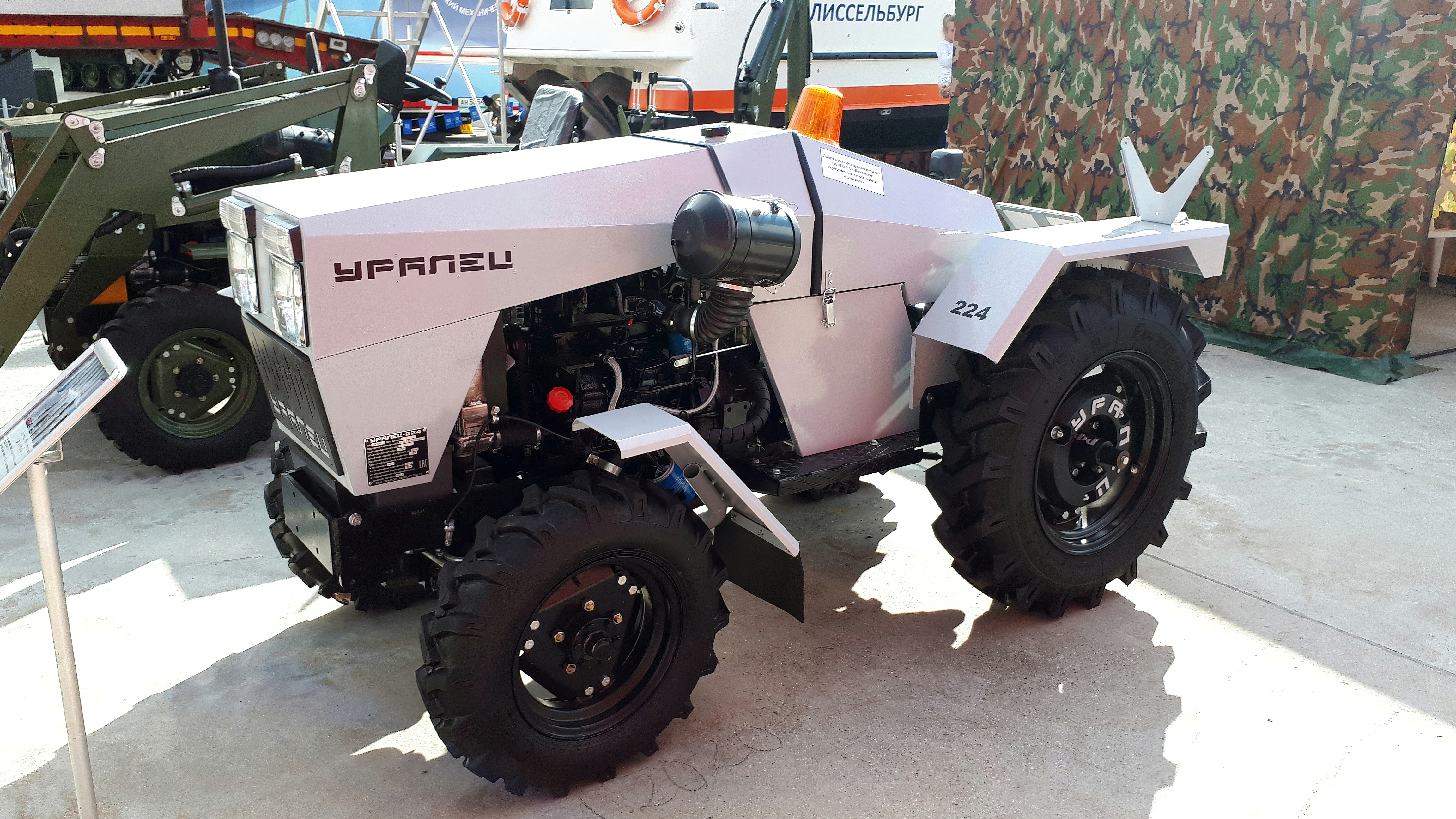
Беспилотный трактор «Уралец-224» на выставке «Армия-2020»

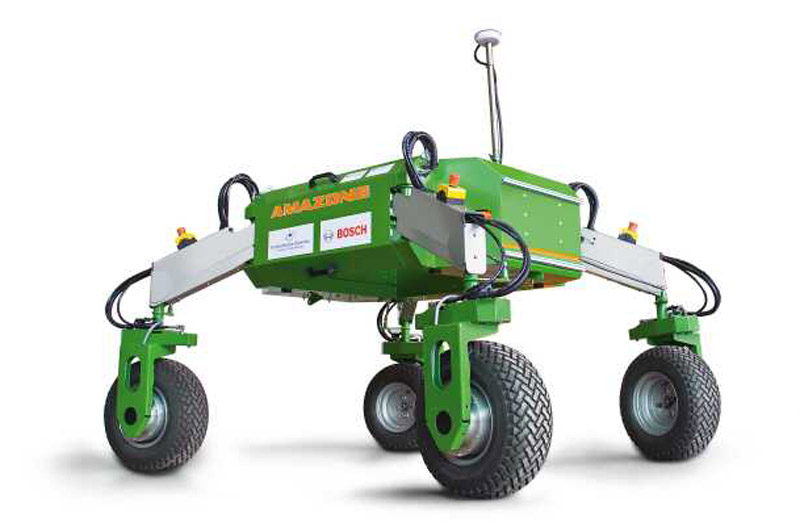
BoniRob — прототип автономного полевого робота компании Amazonen-Werke

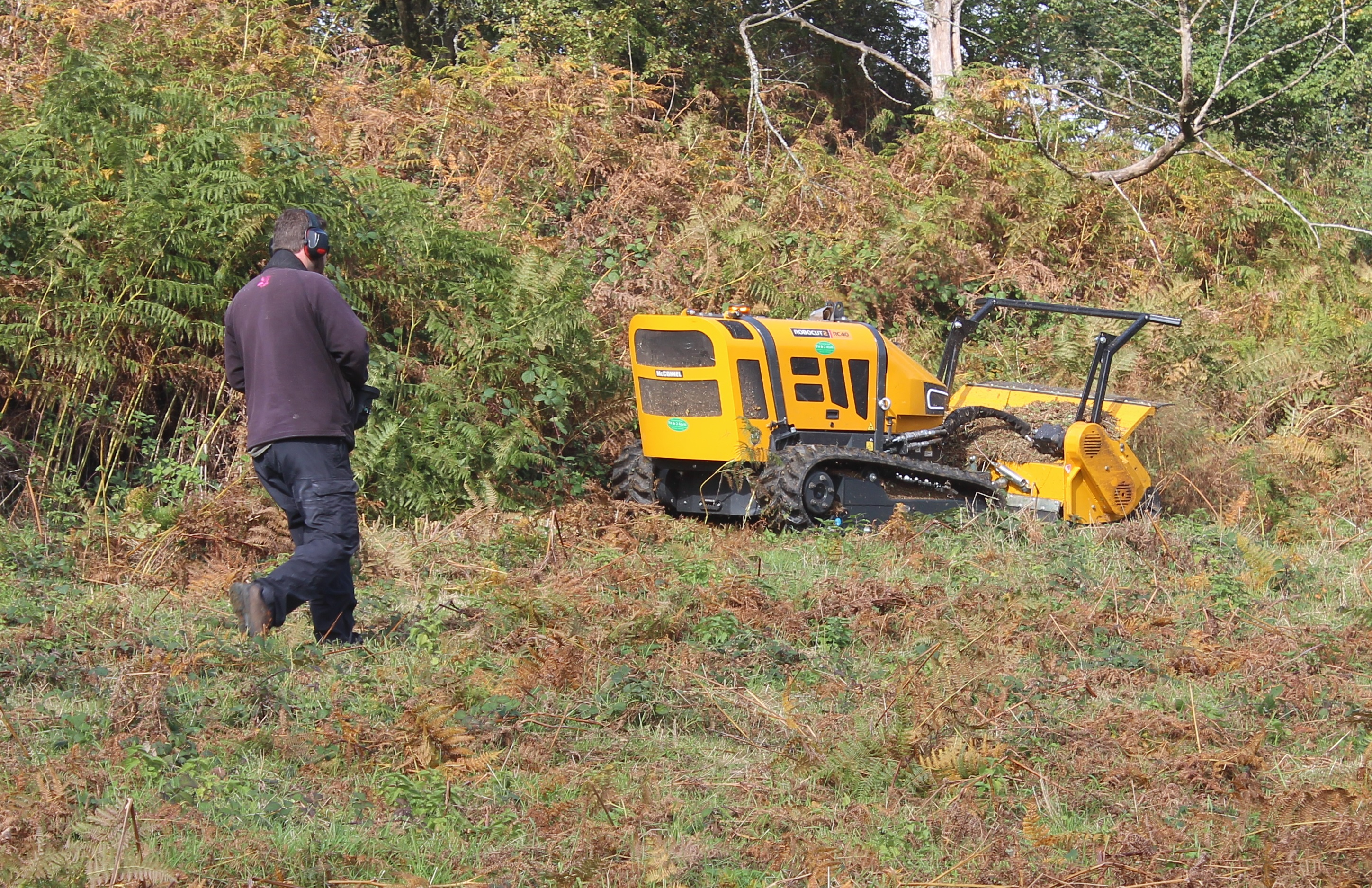
беспилотный трактор

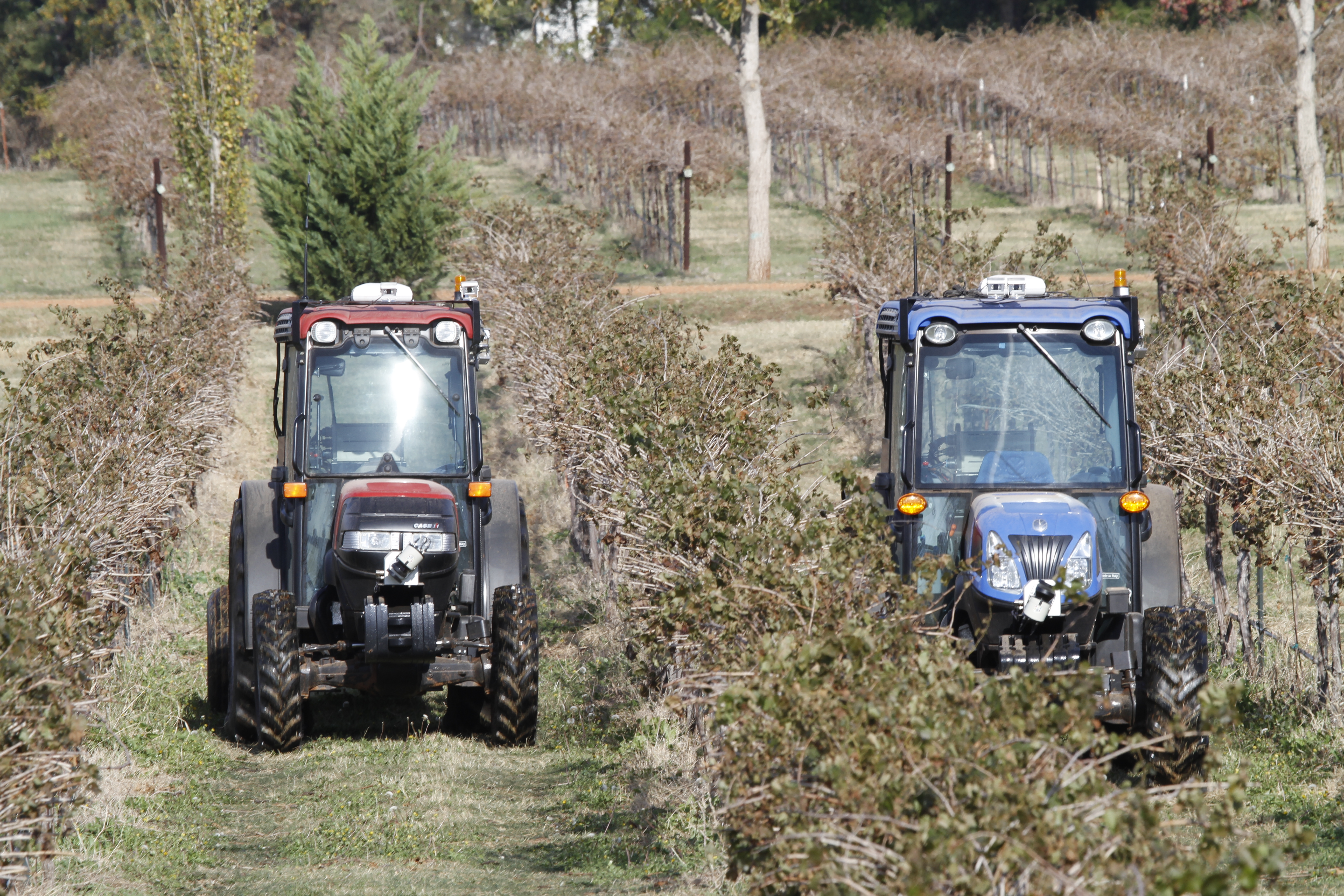
беспилотные трактора в Техасе ноябрь 2012

Основная область применения роботов в сельском хозяйстве — уборка урожая. Роботы, собирающие фрукты, беспилотный трактор-распылитель, и роботы, стригущие овец. Индустрия сельского хозяйства отстаёт в использовании роботов от других отраслей, так как виды работ, сопряжённые с сельским хозяйством, не «прямолинейны», и многие повторяющиеся задачи каждый раз не совсем те же самые. В большинстве случаев множество факторов (например размер и цвет собираемых плодов) должны быть рассмотрены до начала выполнения задачи. Роботы могут быть использованы для других растениеводческих задач, таких как обрезка, прополка/пахота, орошение и мониторинг.

## Робототехника и животноводство

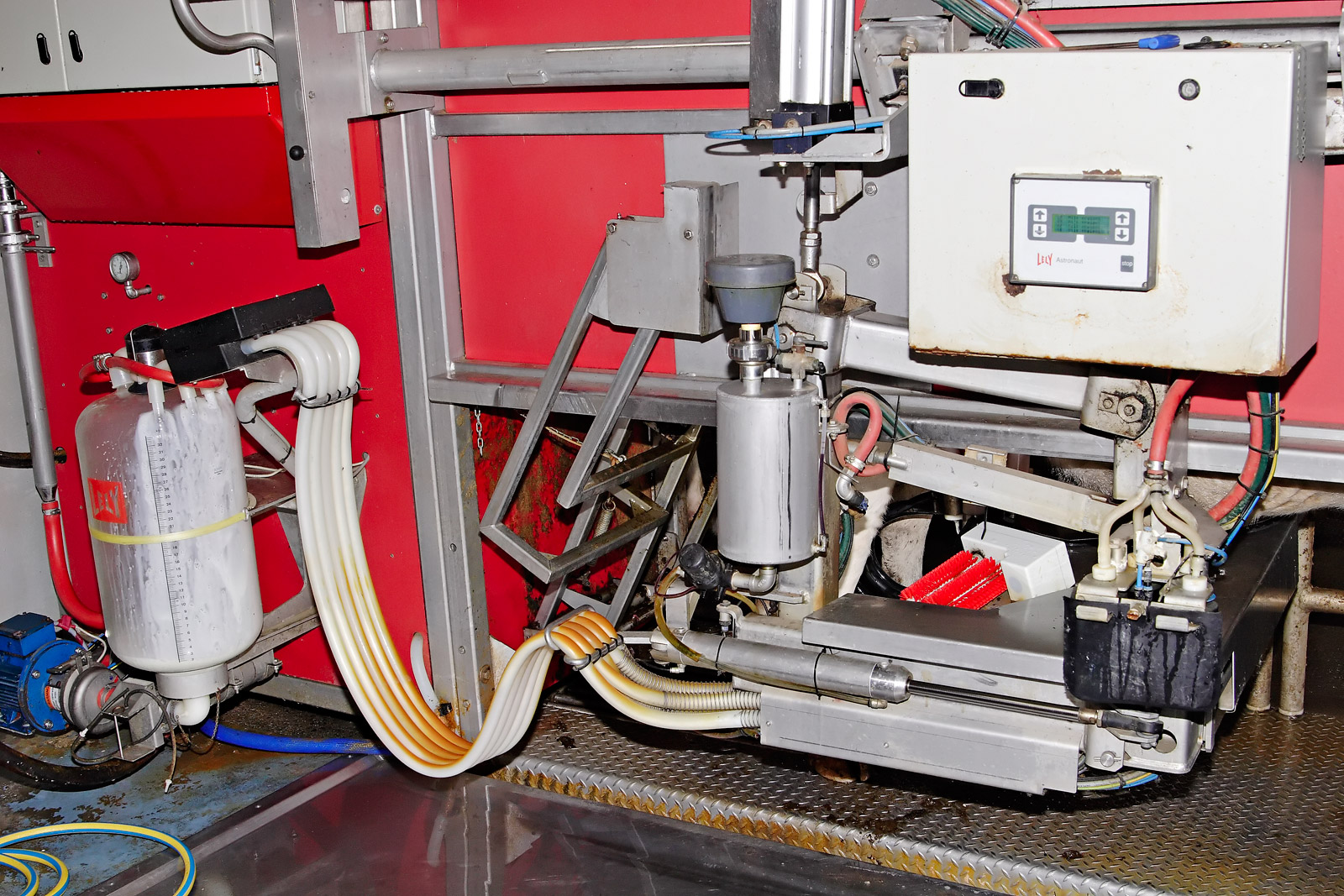
Доильный робот Astronaut фирмы «Lely»

Роботов можно использовать в животноводстве в целях доения, мойки и кастрации.

### Примеры
- Belarus A3523i — беспилотный трактор.
- «Ag Ant» — полевые роботы работающие в кооперации[1]
- Oracle Robot[2] и Shear Magic Robot[3] — робот для стрижки овец
- «Harvest Automation» — компания основанная бывшими сотрудниками iRobot, разрабатывающая роботов для теплиц[4]
- Робот собирающий клубнику от «Robotic Harvesting»[5][6] и «Agrobot»[7]
- «Casmobot» косилка следующего поколения для склонов[8]
- Fieldrobot Event — соревнование мобильных сельскохозяйственных роботов[9][10]